# Staafkerk van Hopperstad
De staafkerk van Hopperstad is een staafkerk met een verhoogd middenschip die zich bevindt op de boerderij Hopperstad, vlak bij Vikøyri in de gemeente Vik, Sogn og Fjordane, Noorwegen. De staafkerk zou rond 1130 gebouwd zijn en staat op zijn originele fundering. De kerk, die ook wel Hoprekstad genoemd is, wordt beheerd door de Fortidsminneforeningen.Dendrochronologische monsters genomen in 1997 op zeven verschillende plaatsen in de kerk gaven dateringen tussen 1034 en 1116, maar geen definitieve datering. In 1982 werd bij een reparatie in het noordelijke kruisval een paalgat blootgelegd, wat kan duiden op de aanwezigheid van een paalkerk op die plek in het verleden.

## Geschiedenis
De kerk zou redelijk onveranderd hebben gestaan tot de 17e eeuw. Toen werd het schip verlengd naar het westen en werd er een klokkentoren gebouwd boven het nieuwe deel. Naar het oosten kreeg de kerk een houten uitbreiding en naar het zuiden een nieuwe voorhal met een nieuwe ingang. De grootste uitbreiding was naar het noorden met de houten "Nyekyrkja". De uitbreiding was voltooid in de 18e eeuw en bleef staan tot ongeveer 1875. Er zijn geen interieurfoto's uit deze tijd, maar een verslag van predikant Niels Dahl, die de kerk zou hebben bezocht in 1824. Hij vertelt dat de kerk galerijen had in drie hoogtes rond alle muren, en dat het laag was en van hout met trappen naar de galerijen. De doopvont stond onder het middeleeuwse baldakijn. De muren waren beschilderd met een aantal bijbel citaten in felle kleuren.

### Effecten van de kerkwet
In 1851 kwam er een nieuwe wet die bepaalde dat kerken plaats moesten bieden aan 3/10 van de bevolking van de gemeente en dat er twee keer per zondag kerkdienst gehouden moest worden voor 2/10 van de bevolking. De wet leidde ertoe dat een groot aantal kerken te klein werd. In sommige gevallen werden ze uitgebreid, in andere gevallen werd er een nieuwe kerk gebouwd en werd de oude afgebroken. Daarom werd er in 1877 een nieuwe kerk gebouwd in Vik.
Vik had ook een stenen kerk, Hove kerk, maar had niet genoeg middelen om alle drie te onderhouden. De Fortidsminneforeningen deed daarom een aanbod aan de gemeente om de kerk te kopen. Maar de prijs was te hoog, 1200 kronen. Daarom werd afgesproken dat de vereniging de middeleeuwse sectie zou kopen voor 600 kronen, terwijl de toevoegingen uit de 17e eeuw zouden worden afgebroken en het hout zou worden verkocht. De Fortidsminneforeningen kreeg de kerk in 1880 in handen nadat het nieuwe deel was afgebroken en verkocht voor 800 kronen.
De Fortidsminneforeningen wilde de kerk verplaatsen naar Nygårdsparken in Bergen, maar na enige discussie werd besloten om deze ter plaatse te restaureren. Architect Peter Andreas Blix (1831-1901) werd ingehuurd voor restauratie en reconstructie. Het werk werd uitgevoerd van 1885 tot 1891.

## De Madonna in het Universiteitsmuseum van Bergen
In het Universiteitsmuseum van Bergen bevindt zich een Madonna met kind van 1230-1235, gemaakt van eikenhout, die afkomstig zou zijn van de naburige Hove-kerk in Hopperstad. Er zijn echter speculaties geweest dat ze in de ciborie in Hopperstad zou hebben gestaan en vervolgens naar Hove zou zijn verplaatst. Het beeldhouwwerk is een van de mooiste overgebleven gotische sculpturen in Noorwegen. Men weet niet zeker of ze in Engeland is gemaakt of dat ze is gesneden door een Engelse houtsnijder in Bergen.

## Fotogalerij

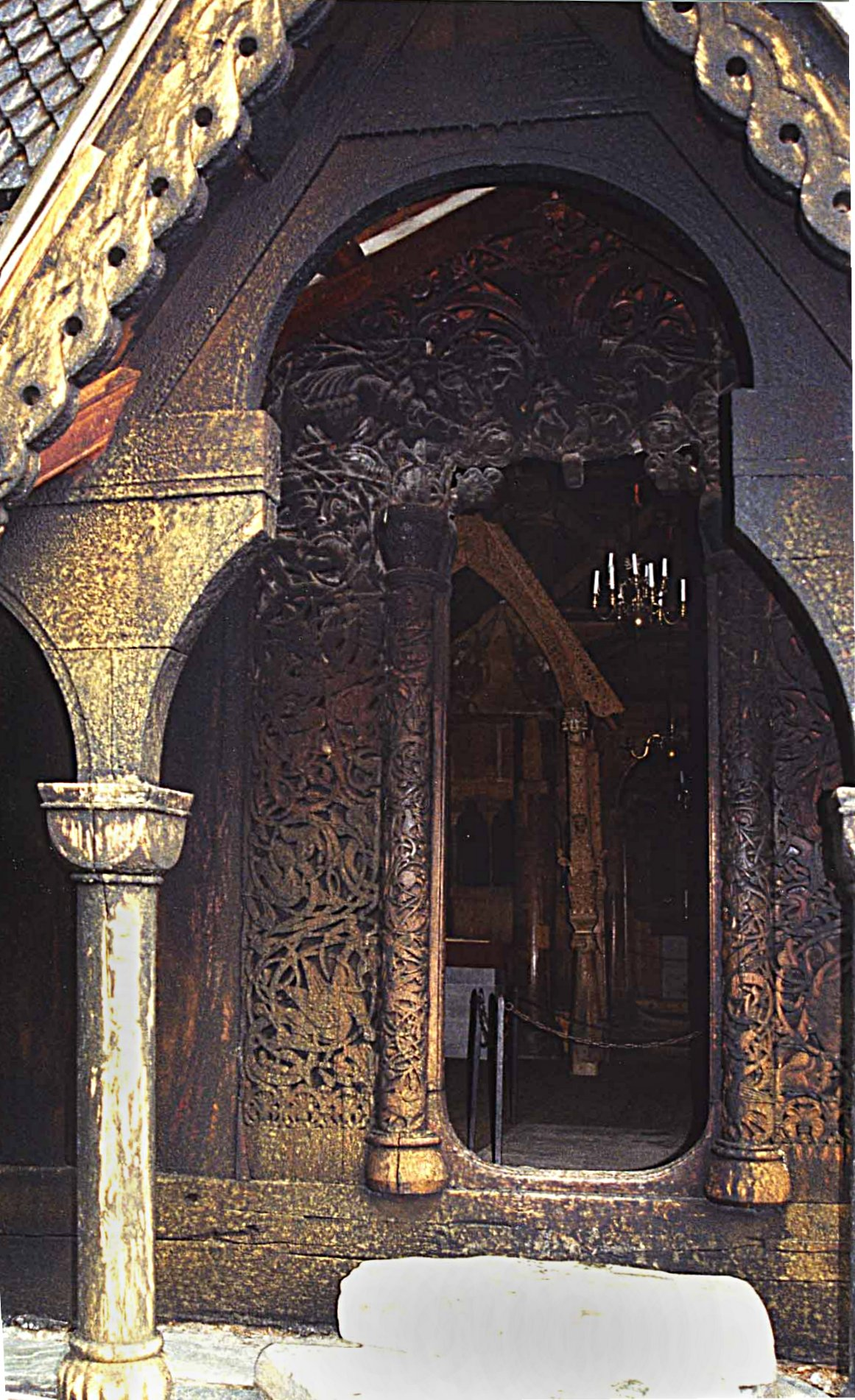
Houtsnijwerk bij de hoofdingang
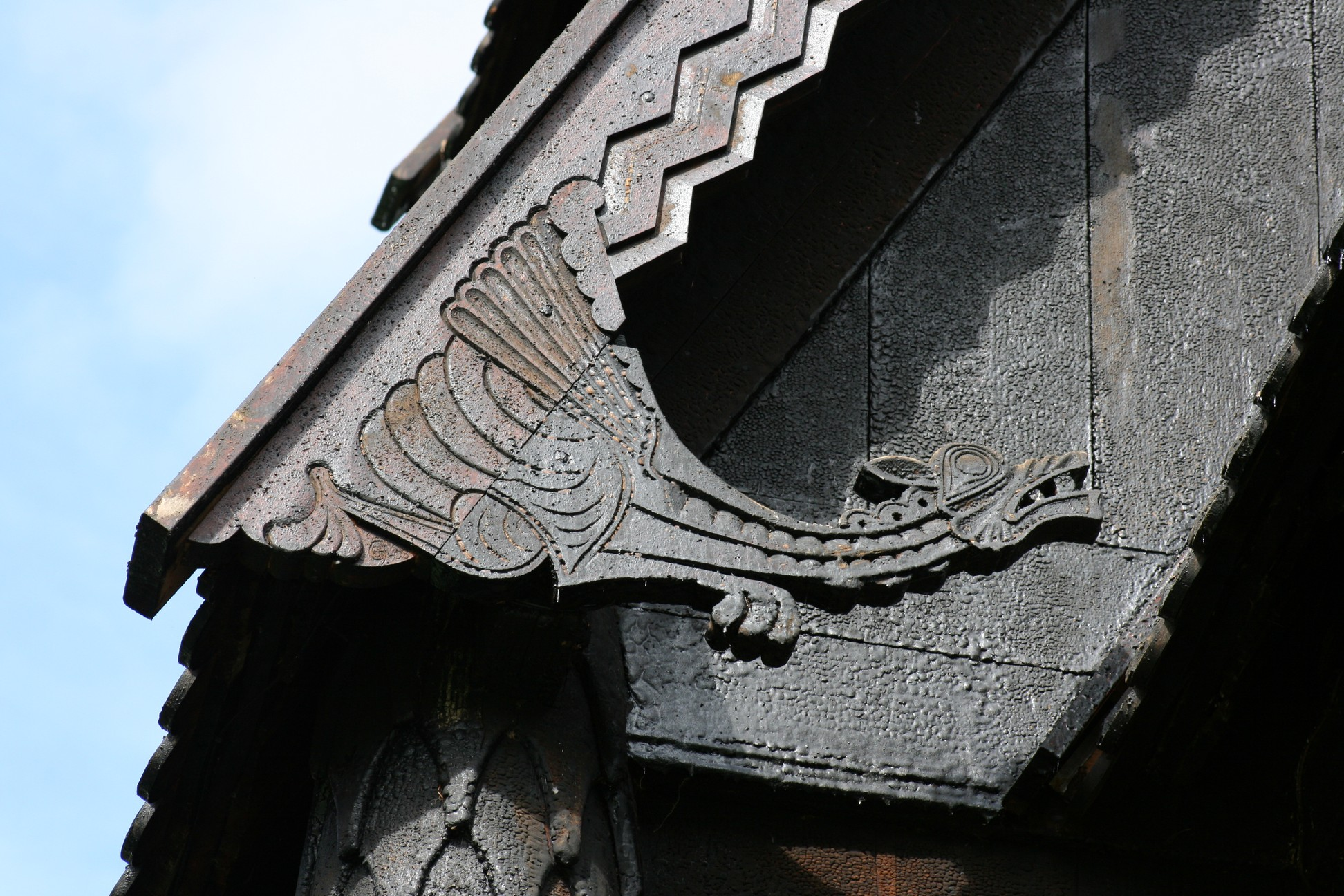
Draak op de staafkerk van Hopperstad
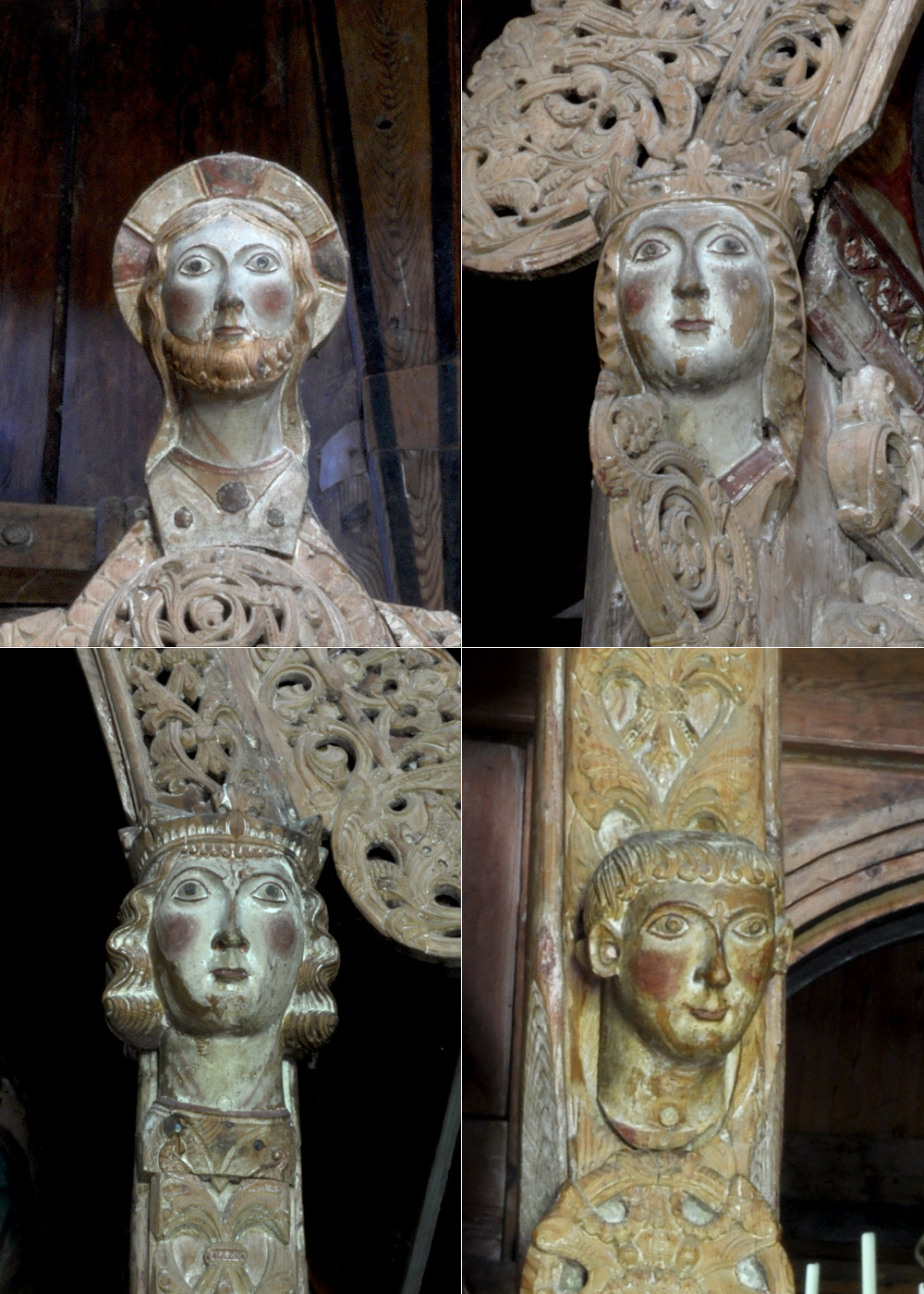
Houtsnijwerk: Hoofden van Baldachin.